# 日笠村
日笠村（ひかさそん）は、かつて岡山県和気郡にあった村。
現在の和気郡和気町木倉、日笠上、日笠下、保曽に当たる。

## 沿革
- 1889年6月1日 - 町村制施行に伴い、和気郡木倉村、日笠上村、日笠下村、保曽村が合併し、日笠村となる。
- 1953年4月1日 - 和気郡本荘町、和気町、藤野村、赤磐郡石生村と合併、新たに和気郡和気町となる。

## 現在の様子

### 教育
日笠小学校・日笠幼稚園　平成30年閉園

### 交通
鉄道
旧村内を走る鉄道及びその駅なし
高速道路
旧村内を走る高速道路なし
国道
- 国道429号

県道
- 主要地方道
  - 岡山県道46号和気笹目作東線
- 一般県道
  - 岡山県道414号福本和気線

### 河川・山岳

#### 河川
- 日笠川

#### 山岳
- 明神山

### 寺院・神社
寺院
- 長泉寺

神社
- 長田神社
- 八幡宮